# ريتشارد هنري سافاج
ريتشارد هنري سافاج (بالإنجليزية: Richard Henry Savage)‏ هو كاتب أمريكي، ولد في 12 يونيو 1846 في أوتيكا في الولايات المتحدة، وتوفي في 11 نوفمبر 1903 في نيويورك في الولايات المتحدة.

## وصلات خارجية
- ريتشارد هنري سافاج على موقع IMDb (الإنجليزية)
- ريتشارد هنري سافاج على موقع أول موفي (الإنجليزية)
- ريتشارد هنري سافاج على موقع قاعدة بيانات الفيلم (الإنجليزية)
- ريتشارد هنري سافاج على موقع كينوبويسك (الروسية)